# 낙은정
낙은정(洛隱亭)은 경상북도 안동시 예안면 주진리에 있다. 2017년 6월 21일 안동시의 문화유산 제107호로 지정되었다.